# Staurogyne alba
Staurogyne alba är en akantusväxtart som beskrevs av Braz och R.Monteiro. Staurogyne alba ingår i släktet Staurogyne och familjen akantusväxter. Inga underarter finns listade i Catalogue of Life.